# San Pietro Infine
San Pietro Infine er en kommune i den italienske provins Caserta i Campania. Buen har 838(2023) indbyggere. 